# Satowcza (gmina)
Satowcza (bułg. Община Сатовча) – gmina w południowo-zachodniej Bułgarii, w obwodzie Błagojewgrad.

## Miejscowości
Miejscowości wchodzące w skład gminy Satowcza:
- Bogolin (bułg.: Боголин),
- Dolen (bułg.: Долен),
- Fyrgowo (bułg.: Фъргово),
- Godeszewo (bułg.: Годешево),
- Koczan (bułg.: Кочан),
- Kribuł (bułg.: Крибул),
- Osina (bułg.: Осина),
- Pletena (bułg.: Плетена),
- Satowcza (bułg.: Сатовча) – siedziba gminy,
- Słaszten (bułg.: Слащен),
- Tuchowiszta (bułg.: Туховища),
- Waklinowo (bułg.: Ваклиново),
- Wyłkoseł (bułg.: Вълкосел),
- Żiżewo (bułg.: Жижево),